# Mistrzostwa Europy w Lekkoatletyce 2022 – skok o tyczce kobiet
Skok o tyczce kobiet – jedna z konkurencji technicznych rozgrywanych podczas lekkoatletycznych mistrzostw Europy na Stadionie Olimpijskim w Monachium.

## Terminarz
Źródło: european-athletics.com.
| Data        | Godzina |              |
| ----------- | ------- | ------------ |
| 15 sierpnia | 10:25   | Kwalifikacje |
| 17 sierpnia | 20:00   | Finał        |

## Rekordy
Tabela prezentuje rekord świata, rekord Europy, rekord mistrzostw Europy oraz najlepsze wyniki na listach światowych i eruopejskich w sezonie 2022 przed rozpoczęciem mistrzostw. Źródło: european-athletics.com, worldathletics.org.
|                          | Zawodnik            | Wynik | Miejsce    | Data                  |
| ------------------------ | ------------------- | ----- | ---------- | --------------------- |
| Rekord świata            | Jelena Isinbajewa   | 5,06  | Zurych     | 28 sierpnia 2009(dts) |
| Rekord Europy            | Jelena Isinbajewa   | 5,06  | Zurych     | 28 sierpnia 2009(dts) |
| Rekord mistrzostw Europy | Ekaterini Stefanidi | 4,85  | Berlin     | 9 sierpnia 2018(dts)  |
| Listy światowe           | Anżelika Sidorowa   | 4,91  | Czeboksary | 2 sierpnia 2022(dts)  |
| Listy europejskie        | Anżelika Sidorowa   | 4,91  | Czeboksary | 2 sierpnia 2022(dts)  |

## Rezultaty

### Kwalifikacje
Awans: 4,55 m (Q) lub 12 najlepszych rezultatów (q). Źródło: european-athletics.com.
| Pozycja | Grupa | Zawodniczka         | Państwo         | 4,10 | 4,25 | 4,40 | 4,50 | 4,55 | Wynik | Uwagi |
| ------- | ----- | ------------------- | --------------- | ---- | ---- | ---- | ---- | ---- | ----- | ----- |
| 1.      | B     | Tina Šutej          | Słowenia        | –    | –    | o    | o    |      | 4,50  | q     |
| 2.      | A     | Lene Retzius        | Norwegia        | –    | xo   | xo   | o    |      | 4,50  | q     |
| 2.      | A     | Katerina Stefanidi  | Grecja          | –    | –    | xxo  | o    |      | 4,50  | q     |
| 4.      | B     | Caroline Bonde Holm | Dania           | o    | o    | o    | xo   |      | 4,50  | q     |
| 4.      | B     | Angelica Moser      | Szwajcaria      | –    | –    | o    | xo   |      | 4,50  | q     |
| 6.      | B     | Roberta Bruni       | Włochy          | –    | xxo  | o    | xo   |      | 4,50  | q     |
| 7.      | A     | Wilma Murto         | Finlandia       | –    | o    | o    | xxo  |      | 4,50  | q     |
| 8.      | A     | Molly Caudery       | Wielka Brytania | o    | xo   | o    | xxo  |      | 4,50  | q     |
| 9.      | B     | Sophie Cook         | Wielka Brytania | o    | xo   | xo   | xxo  |      | 4,50  | q, =  |
| 10.     | B     | Marie-Julie Bonnin  | Francja         | –    | o    | o    | xxx  |      | 4,40  | q     |
| 10.     | B     | Margot Chevrier     | Francja         | –    | o    | o    | xxx  |      | 4,40  | q     |
| 12.     | B     | Elina Lampela       | Finlandia       | o    | xo   | o    | xxx  |      | 4,40  | q     |
| 13.     | A     | Saga Andersson      | Finlandia       | xo   | xxo  | o    | xxx  |      | 4,40  |       |
| 14.     | A     | Ninon Chapelle      | Francja         | –    | o    | xo   | xxx  |      | 4,40  |       |
| 14.     | B     | Anjuli Knäsche      | Niemcy          | o    | o    | xo   | xxx  |      | 4,40  |       |
| 14.     | A     | Amálie Švábíková    | Czechy          | –    | o    | xo   | xxx  |      | 4,40  |       |
| 17.     | B     | Eleni-Klaudia Polak | Grecja          | –    | xxo  | xxo  | xxx  |      | 4,40  |       |
| 18.     | A     | Jana Hładijczuk     | Ukraina         | –    | o    | xxx  |      |      | 4,25  |       |
| 18.     | A     | Hanga Klekner       | Węgry           | o    | o    | xxx  |      |      | 4,25  |       |
| 18.     | A     | Elisa Molinarolo    | Włochy          | o    | o    | xxx  |      |      | 4,25  |       |
| 21.     | A     | Pascale Stöcklin    | Szwajcaria      | xo   | o    | xxx  |      |      | 4,25  |       |
| 22.     | B     | Maryna Kyłypko      | Ukraina         | –    | xo   | xxx  |      |      | 4,25  |       |
| 23.     | A     | Jacqueline Otchere  | Niemcy          | o    | xxx  |      |      |      | 4,10  |       |
| 24.     | B     | Lisa Gunnarsson     | Szwecja         | xxo  | xxx  |      |      |      | 4,10  |       |
| –       | A     | Buse Arıkazan       | Turcja          | xxx  |      |      |      |      | NM    |       |

### Finał
Źródło: european-athletics.com
| Pozycja | Zawodniczka         | Państwo         | 4,25 | 4,40 | 4,55 | 4,65 | 4,70 | 4,75 | 4,80 | 4,85 | 4,90 | Wynik | Uwagi |
| ------- | ------------------- | --------------- | ---- | ---- | ---- | ---- | ---- | ---- | ---- | ---- | ---- | ----- | ----- |
| 01 !    | Wilma Murto         | Finlandia       | –    | o    | xo   | xo   | x–   | o    | o    | xo   | r    | 4,85  | =     |
| 02 !    | Katerina Stefanidi  | Grecja          | –    | o    | o    | o    | o    | o    | x–   | xx   |      | 4,75  | SB    |
| 03 !    | Tina Šutej          | Słowenia        | –    | o    | o    | o    | xo   | o    | xxx  |      |      | 4,75  |       |
| 4.      | Caroline Bonde Holm | Dania           | o    | xxo  | o    | xxx  |      |      |      |      |      | 4,55  | NR    |
| 4.      | Angelica Moser      | Szwajcaria      | –    | xxo  | o    | xxx  |      |      |      |      |      | 4,55  |       |
| 6.      | Marie-Julie Bonnin  | Francja         | –    | xo   | xo   | xxx  |      |      |      |      |      | 4,55  | PB    |
| 7.      | Roberta Bruni       | Włochy          | o    | o    | xxo  | xxx  |      |      |      |      |      | 4,55  |       |
| 7.      | Molly Caudery       | Wielka Brytania | o    | o    | xxo  | xx–  | x    |      |      |      |      | 4,55  |       |
| 9.      | Sophie Cook         | Wielka Brytania | o    | o    | xxx  |      |      |      |      |      |      | 4,40  |       |
| 10.     | Margot Chevrier     | Francja         | xxo  | xo   | xxx  |      |      |      |      |      |      | 4,40  |       |
| 11.     | Elina Lampela       | Finlandia       | xo   | xxo  | xxx  |      |      |      |      |      |      | 4,40  |       |
| 12.     | Lene Retzius        | Norwegia        | o    | xxx  |      |      |      |      |      |      |      | 4,25  |       |